# Triple saut masculin aux championnats du monde d'athlétisme en salle 2003
Navigation
2001 2004
Le concours du triple saut masculin des championnats du monde en salle de 2003 s'est déroulé le 16 mars 2003 au National Indoor Arena de Birmingham, au Royaume-Uni. Il est remporté par le Suédois Christian Olsson.

## Résultats

### Finale
| Rang               | Athlète              | Pays          | Essais | Essais | Essais | Essais | Essais | Essais | Marque | Note |
| Rang               | Athlète              | Pays          | 1      | 2      | 3      | 4      | 5      | 6      | Marque | Note |
| ------------------ | -------------------- | ------------- | ------ | ------ | ------ | ------ | ------ | ------ | ------ | ---- |
| Médaille d'or      | Christian Olsson     | Suède         | 16.95  | 16.64  | X      | 17.28  | 17.31  | 17.70  | 17.70  | WL   |
| Médaille d'argent  | Walter Davis         | États-Unis    | 16.74  | 16.44  | 16.52  | 16.85  | 16.92  | 17.35  | 17.35  | PB   |
| Médaille de bronze | Yoelbi Quesada       | Cuba          | 16.53  | 16.96  | X      | 16.85  | 16.54  | 17.27  | 17.27  | SB   |
| 4                  | Jonathan Edwards     | Great Britain | 16.79  | 17.01  | 14.58  | 15.02  | 17.19  | 17.00  | 17.19  |      |
| 5                  | Timothy Rusan        | États-Unis    | X      | X      | 16.68  | 16.80  | X      | 16.88  | 16.88  |      |
| 6                  | Jadel Gregório       | Brésil        | X      | 16.68  | X      | X      | X      | 16.86  | 16.86  |      |
| 7                  | Aleksandr Glavatskiy | Biélorussie   | 16.45  | 16.45  | 16.28  | 15.64  | 16.16  | 16.66  | 16.66  |      |
| 8                  | Marian Oprea         | Roumanie      | 16.59  | 16.51  | X      | X      | 16.54  | 16.41  | 16.59  |      |
| 9                  | Vladimir Letnicov    | Moldavie      | X      | 16.14  | 16.20  |        |        |        | 16.20  |      |

## Légende
Records et Performances
- AR : Record continental (area record)
- CR : Record des championnats (championship record)
- MR : Record du meeting (meet record)
- NR : Record national (national record)
- OR : Record olympique (olympic record)
- PR : Record paralympique (paralympic record)
- PB : Record personnel (personal best)
- SB : Meilleure performance personnelle de la saison (season's best)
- WL : Meilleure performance mondiale de l'année (world leader)
- WJR : Record du monde junior (world junior record)
- WR : Record du monde (world record)

Circonstances et Conditions
- DNF : N'a pas terminé (did not finish)
- DNS : N'a pas pris le départ (did not start)
- DQ : Disqualification (disqualification)
- NM : Aucun essai valable enregistré (No Mark)
- Q : Qualifié « directement » au prochain tour (ou à la prochaine compétition), lors d'une compétition majeure, grâce au classement ou à la réalisation des minima (automatic qualifier)
- q : Qualifié au prochain tour (ou à la prochaine compétition), lors d'une compétition majeure, grâce au repêchage ou à la réalisation de l'une des meilleures performances parmi celles des « non qualifiés directement » (grâce au meilleur temps ou à la meilleure distance par exemple) (secondary qualifier)